# 紋腹鱈
紋腹鱈（学名：Lepidorhynchus denticulatus）為輻鰭魚綱鱈形目鼠尾鱈科的其中一種，分布於西南太平洋澳洲南部及紐西蘭海域，屬深海底棲性魚類，深度180-1000公尺，體長可達55公分，棲息在大陸坡底層水域，生活習性不明。
其种加词“Denticulatus”意为“具细齿的”。